# Indeks agregatowy
Indeks agregatowy – wskaźnik tempa zmian zjawisk ekonomicznych (cen, ilości produkcji, konsumpcji, wartości pieniężnych), porównywanych w dwóch okresach, określanych jako okres bieżący i okres bazowy.
Za pomocą indeksów porównuje się dobra pojedyncze bądź zestawienia wielu dóbr. W pierwszym przypadku używa się indeksów indywidualnych, a w drugim indeksów agregatowych (zespołowych). Indeksy indywidualne są ilorazami cen, ilości lub wartości. Indeksy agregatowe (zespołowe) wyrażają łączne zmiany zachodzące w całej danej populacji. Dzielą się na indeksy wartości, cen i ilości. Służą do porównania inflacji, zmian PKB, poziomu konsumpcji.

## Właściwości
- Jeżeli wszystkie wskaźniki indywidualne mają taką samą wartość, to indeks agregatowy również przyjmuje taką samą stałą wartość.
- Jeżeli wskaźniki indywidualne mają różne wartości, to indeks agregatowy przyjmuje wartość, która znajduje się pomiędzy najmniejszą a największą wartością wskaźnika indywidualnego.

## Agregatowy indeks wartości
{\displaystyle I_{w}={\frac {\sum _{i=1}^{n}p_{it}\cdot q_{it}}{\sum _{i=1}^{n}p_{i0}\cdot q_{i0}}}={\frac {\sum _{i=1}^{n}W_{it}}{\sum _{i=1}^{n}W_{i0}}}}
gdzie:
{\displaystyle p_{i0}} – cena {\displaystyle i}-tego artykułu w okresie podstawowym
{\displaystyle p_{it}} – cena {\displaystyle i}-tego artykułu w okresie badanym
{\displaystyle q_{i0}} – ilość sprzedaży lub zakupu {\displaystyle i}-tego artykułu w okresie podstawowym
{\displaystyle q_{it}} – ilość sprzedaży lub zakupu {\displaystyle i}-tego artykułu w okresie badanym
{\displaystyle W_{i0}} – wartość sprzedaży lub zakupu {\displaystyle i}-tego artykułu w okresie podstawowym
{\displaystyle W_{it}} – wartość sprzedaży lub zakupu {\displaystyle i}-tego artykułu w okresie badanym
Komentarz:
- {\displaystyle (I_{w}-1)\cdot 100\%} informuje nas, o ile procent zmieniła się łączna wartość sprzedaży w okresie badanym w porównaniu z okresem podstawowym.

## Agregatowy indeks cen według formułyLaspeyresa
{\displaystyle I_{p}^{L}={\frac {\sum _{i=1}^{n}p_{it}\cdot q_{i0}}{\sum _{i=1}^{n}p_{i0}\cdot q_{i0}}}={\frac {\sum _{i=1}^{n}W_{i0}\cdot i_{p}}{\sum _{i=1}^{n}W_{i0}}}}
gdzie:
{\displaystyle p_{i0}} – cena {\displaystyle i}-tego artykułu w okresie podstawowym
{\displaystyle p_{it}} – cena {\displaystyle i}-tego artykułu w okresie badanym
{\displaystyle q_{i0}} – ilość sprzedaży lub zakupu {\displaystyle i}-tego artykułu w okresie podstawowym
{\displaystyle W_{i0}} – wartość sprzedaży lub zakupu {\displaystyle i}-tego artykułu w okresie podstawowym
{\displaystyle i_{p}={\frac {p_{it}}{p_{i0}}}} – indeks zmiany ceny {\displaystyle i}-tego artykułu
Komentarz:
- {\displaystyle (I_{p}^{L}-1)\cdot 100\%} mówi nam o ile procent zmieniła się łączna wartość sprzedaży w okresie badanym w porównaniu do okresu podstawowego w wyniku zmian cen sprzedanych artykułów (pod warunkiem, że ilości sprzedanych artykułów w okresie badanym są równe ilościom artykułów sprzedanych w okresie podstawowym).
- {\displaystyle (I_{p}^{L}-1)\cdot 100\%} mówi nam o ile procent przeciętnie zmieniły się ceny sprzedanych artykułów w okresie badanym w porównaniu do okresu podstawowego (pod warunkiem, że ilości sprzedanych artykułów w okresie badanym są równe ilościom artykułów sprzedanych w okresie podstawowym).

## Agregatowy indeks ilości według formułyLaspeyresa
{\displaystyle I_{q}^{L}={\frac {\sum _{i=1}^{n}p_{i0}\cdot q_{it}}{\sum _{i=1}^{n}p_{i0}\cdot q_{i0}}}={\frac {\sum _{i=1}^{n}W_{i0}\cdot i_{q}}{\sum _{i=1}^{n}W_{i0}}}}
gdzie:
{\displaystyle p_{i0}} – cena {\displaystyle i}-tego artykułu w okresie podstawowym
{\displaystyle q_{it}} – ilość sprzedaży lub zakupu {\displaystyle i}-tego artykułu w okresie badanym
{\displaystyle q_{i0}} – ilość sprzedaży lub zakupu {\displaystyle i}-tego artykułu w okresie podstawowym
{\displaystyle W_{i0}} – wartość sprzedaży lub zakupu {\displaystyle i}-tego artykułu w okresie podstawowym
{\displaystyle i_{q}={\frac {q_{it}}{q_{i0}}}} – indeks zmiany ilości sprzedaży {\displaystyle i}-tego artykułu
Komentarz:
- {\displaystyle (I_{q}^{P}-1)\cdot 100\%} mówi nam o ile procent zmieniła się łączna wartość sprzedaży w okresie badanym w porównaniu do okresu podstawowego w wyniku zmian ilości sprzedanych artykułów (pod warunkiem, że ceny sprzedanych artykułów w okresie badanym są równe cenom artykułów sprzedanych w okresie podstawowym).
- {\displaystyle (I_{q}^{L}-1)\cdot 100\%} mówi nam o ile procent przeciętnie zmieniły się ilości sprzedanych artykułów w okresie badanym w porównaniu do okresu podstawowego (pod warunkiem, że ceny sprzedanych artykułów w okresie badanym są równe cenom artykułów sprzedanych w okresie podstawowym).

## Agregatowy indeks cen według formułyPaaschego
{\displaystyle I_{p}^{P}={\frac {\sum _{i=1}^{n}p_{it}\cdot q_{it}}{\sum _{i=1}^{n}p_{i0}\cdot q_{it}}}={\frac {\sum _{i=1}^{n}W_{it}}{\sum _{i=1}^{n}{\frac {W_{it}}{i_{p}}}}}}
gdzie:
{\displaystyle p_{i0}} – cena {\displaystyle i}-tego artykułu w okresie podstawowym
{\displaystyle p_{it}} – cena {\displaystyle i}-tego artykułu w okresie badanym
{\displaystyle q_{it}} – ilość sprzedaży lub zakupu {\displaystyle i}-tego artykułu w okresie badanym
{\displaystyle W_{it}} – wartość sprzedaży lub zakupu {\displaystyle i}-tego artykułu w okresie badanym
{\displaystyle i_{p}={\frac {p_{it}}{p_{i0}}}} – indeks zmiany cen {\displaystyle i}-tego artykułu
Komentarz:
- {\displaystyle (I_{p}^{P}-1)\cdot 100\%} mówi nam o ile procent zmieniła się łączna wartość sprzedaży w okresie badanym w porównaniu do okresu podstawowego w wyniku zmian cen sprzedanych artykułów (pod warunkiem, że ilości sprzedanych artykułów w okresie podstawowym są równe ilościom artykułów sprzedanych w okresie badanym).
- {\displaystyle (I_{p}^{P}-1)\cdot 100\%} mówi nam o ile procent przeciętnie zmieniły się ceny sprzedanych artykułów w okresie badanym w porównaniu do okresu podstawowego (pod warunkiem, że ilości sprzedanych artykułów w okresie podstawowym są równe ilościom artykułów sprzedanych w okresie badanym).

## Agregatowy indeks ilości według formułyPaaschego
{\displaystyle I_{q}^{P}={\frac {\sum _{i=1}^{n}p_{it}\cdot q_{it}}{\sum _{i=1}^{n}p_{it}\cdot q_{i0}}}={\frac {\sum _{i=1}^{n}W_{it}}{\sum _{i=1}^{n}{\frac {W_{it}}{i_{q}}}}}}
gdzie:
{\displaystyle p_{it}} – cena {\displaystyle i}-tego artykułu w okresie badanym
{\displaystyle q_{i0}} – ilość sprzedaży lub zakupu {\displaystyle i}-tego artykułu w okresie podstawowym
{\displaystyle q_{it}} – ilość sprzedaży lub zakupu {\displaystyle i}-tego artykułu w okresie badanym
{\displaystyle W_{it}} – wartość sprzedaży lub zakupu {\displaystyle i}-tego artykułu w okresie badanym
{\displaystyle i_{q}={\frac {q_{it}}{q_{i0}}}} – indeks zmiany ilości sprzedaży lub zakupu {\displaystyle i}-tego artykułu
Komentarz:
- {\displaystyle (I_{p}^{P}-1)\cdot 100\%} mówi nam o ile procent zmieniła się łączna wartość sprzedaży w okresie badanym w porównaniu do okresu podstawowego w wyniku zmian ilości sprzedanych artykułów (pod warunkiem, że ceny sprzedanych artykułów w okresie podstawowym są równe cenom artykułów sprzedanych w okresie badanym).
- {\displaystyle (I_{p}^{P}-1)\cdot 100\%} mówi nam o ile procent przeciętnie zmieniły się ilości sprzedanych artykułów w okresie badanym w porównaniu do okresu podstawowego (pod warunkiem, że ceny sprzedanych artykułów w okresie podstawowym są równe cenom artykułów sprzedanych w okresie badanym).

## Agregatowy indeks cen według formuły Fishera
{\displaystyle I_{p}^{F}={\sqrt {I_{p}^{L}\cdot I_{p}^{P}}}}
gdzie:
{\displaystyle I_{p}^{L}} – agregatowy indeks cen według formuły Laspeyresa
{\displaystyle I_{p}^{P}} – agregatowy indeks cen według formuły Paaschego
Komentarz:
- {\displaystyle (I_{p}^{F}-1)\cdot 100\%} mówi nam o ile procent zmieniła się łączna wartość sprzedaży w okresie badanym w porównaniu do okresu podstawowego w wyniku zmian cen sprzedanych artykułów.
- {\displaystyle (I_{p}^{F}-1)\cdot 100\%} mówi nam o ile procent przeciętnie zmieniły się ceny sprzedanych artykułów w okresie badanym w porównaniu do okresu podstawowego.

## Agregatowy indeks ilości według formuły Fishera
{\displaystyle I_{q}^{F}={\sqrt {I_{q}^{L}\cdot I_{q}^{P}}}}
gdzie:
{\displaystyle I_{q}^{L}} – agregatowy indeks ilości według formuły Laspeyresa
{\displaystyle I_{q}^{P}} – agregatowy indeks ilości według formuły Paaschego
Komentarz:
- {\displaystyle (I_{q}^{F}-1)\cdot 100\%} mówi nam o ile procent zmieniła się łączna wartość sprzedaży w okresie badanym w porównaniu do okresu podstawowego w wyniku zmian ilości sprzedanych artykułów.
- {\displaystyle (I_{q}^{F}-1)\cdot 100\%} mówi nam o ile procent przeciętnie zmieniły się ilości sprzedanych artykułów w okresie badanym w porównaniu do okresu podstawowego.

## Równości indeksowe
{\displaystyle I_{w}=I_{p}^{L}\cdot I_{q}^{P}}
{\displaystyle I_{w}=I_{p}^{P}\cdot I_{q}^{L}}
{\displaystyle I_{w}=I_{p}^{F}\cdot I_{q}^{F}}